# 土井利見
土井 利見（どい としちか）は、江戸時代中期の大名。下総国古河藩主。土井家宗家9代。官位は従五位下・美濃守。

## 生涯
宝暦8年（1758年）3月29日、三河国西尾藩主・松平乗祐の十男として誕生する。古河藩嫡子・土井利建が廃嫡されたため、安永4年（1775年）11月25日に先代藩主・土井利里の養子となり、閏12月11日に従五位下・美濃守に叙位・任官する。安永5年（1776年）4月に10代将軍・徳川家治が日光東照宮社参を行なった際、京都所司代として在職している利里に代わって名代として将軍一行を迎えた。
安永6年（1777年）8月14日に利里が死去したため、10月4日に家督を継いだ。しかし1か月足らず後の10月27日に死去した。享年20。
跡を養子の利厚が継いだ。

## 系譜
父母
- 松平乗祐（実父）
- 土井利建（養父）

養子
- 土井利厚 - 松平忠名の四男